# هیلی اورانتیا
هیلی اورانتیا (انگلیسی: Hayley Orrantia؛ زادهٔ ۲۱ فوریهٔ ۱۹۹۴) هنرپیشه، خوانندگی، ترانه‌سرا اهل ایالات متحده آمریکا است. وی از سال ۲۰۱۰ میلادی تاکنون مشغول فعالیت بوده‌است.
از فیلم‌ها یا برنامه‌های تلویزیونی که وی در آن نقش داشته‌است می‌توان به خدا نمرده است ۲ و ایکس فاکتور اشاره کرد.

## نگارخانه

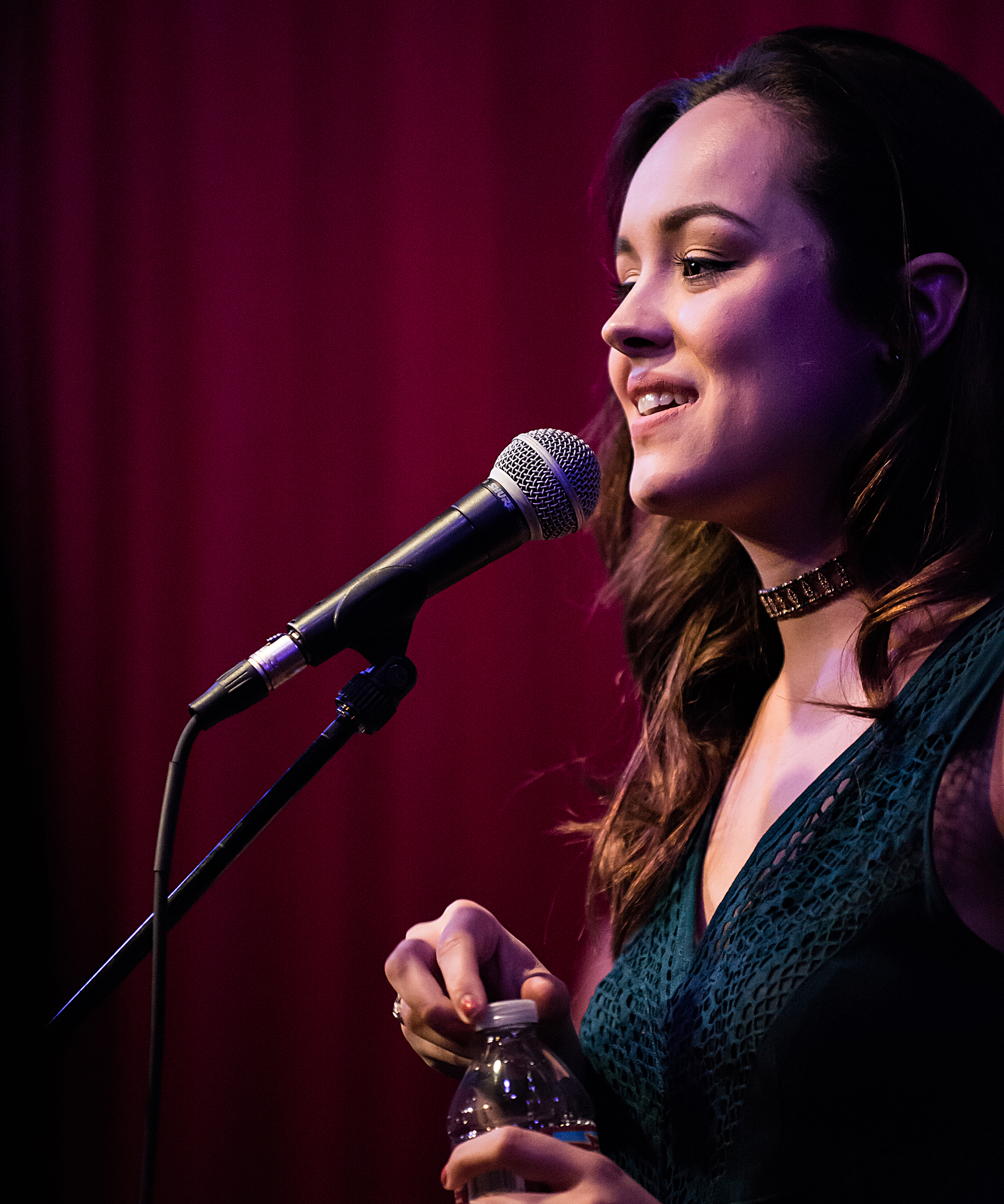
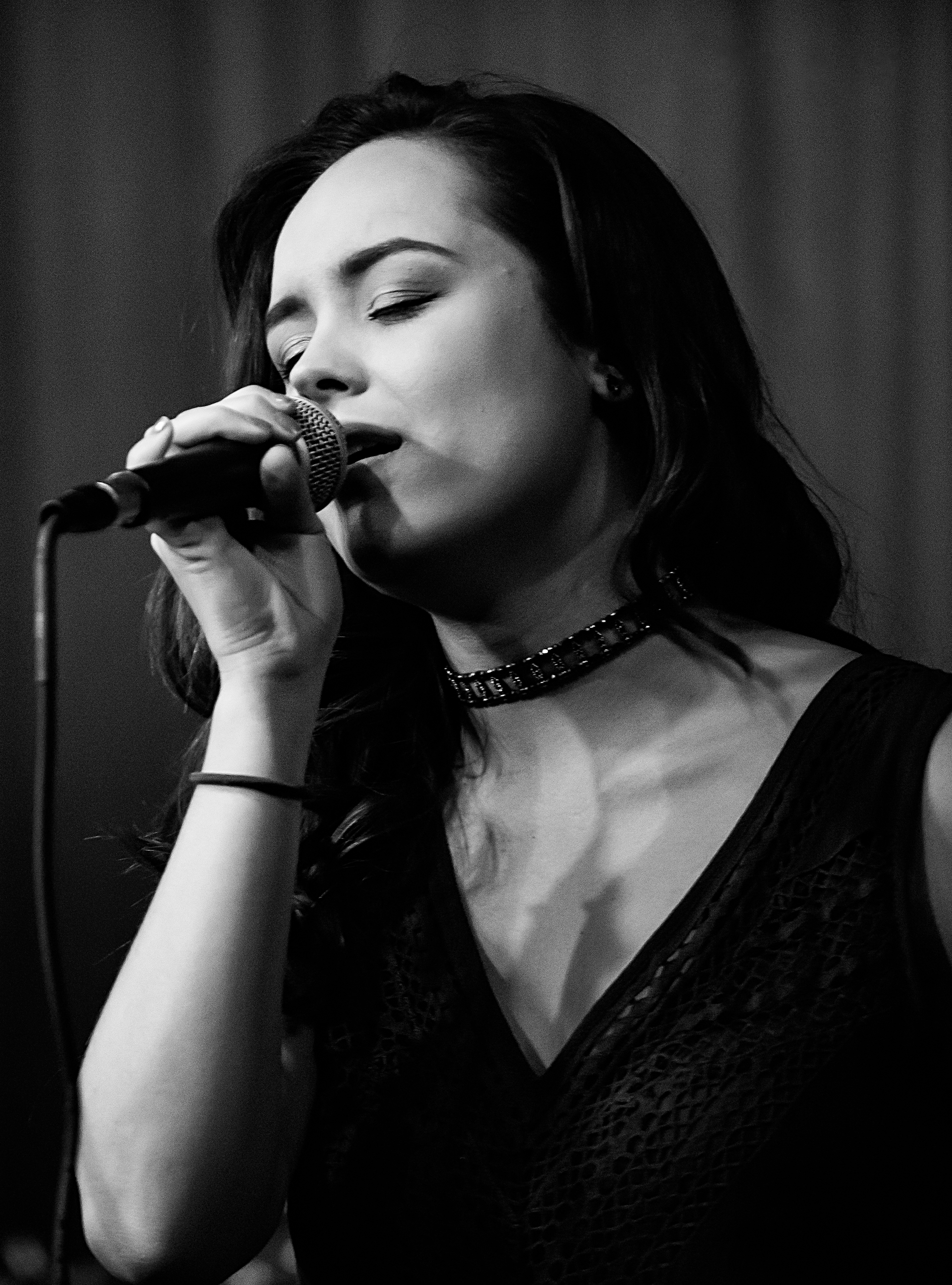
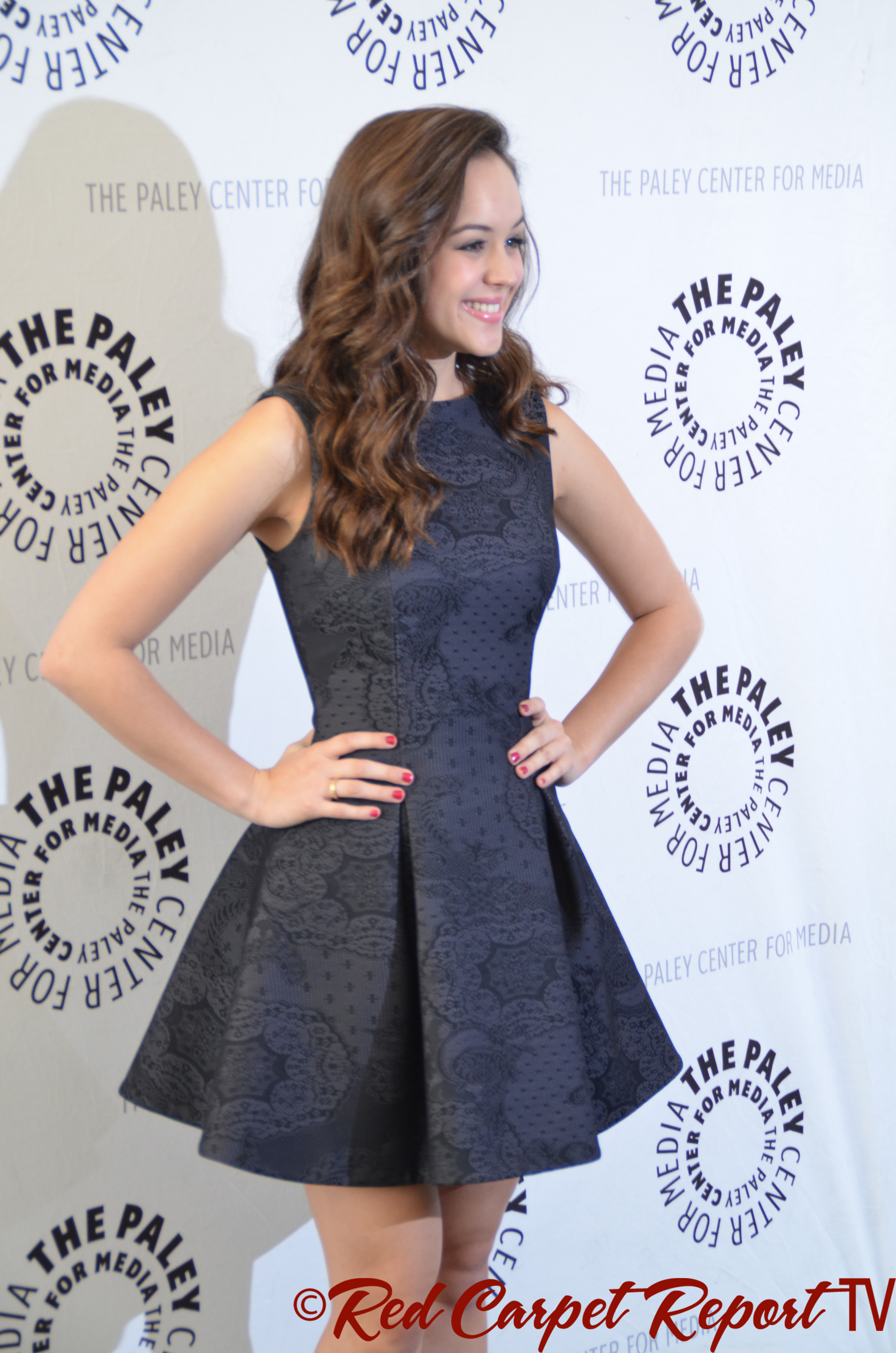